# Хіос
Хі́ос (грец. Χίος, тур. Sakız Adası) — один з островів Егейського моря поблизу узбережжя Малої Азії, між островами Лесбос та Самос. Адміністративно відноситься до нома Хіос (Греція). Площа 842,289 км², населення 51 936 чоловік (2001). Головне місто і порт — Хіос. Острів обслуговує Національний аеропорт острів Хіос.
Острів славний своїм хіоським вином, винятково дорогим в античну добу, що й нині можна скуштувати. Воно вважається найстарішим червоним вином у світовій історії.

## Географія
На півночі Хіос майже суцільно вкритий високими, крутими крейдяними та вапняковими горами. Найвища з них — гора Святого Іллі (висота 1 264 м), що називається також Горою. У південній частині нижчі гори, вкриті вічнозеленими чагарниками. Єдина значна рівнина — в середині східного берега, навколо міста Хіос — вкрита великим лісом апельсинових та лимонних дерев.
Клімат відрізняється значною посушливістю. Острів зрошується лише кількома струмками. Ґрунти вапнякові та сланцеві. На острові є родовище стибію (Меланіос).
Проте тут культивується виноград, оливкове та фігове дерево, бавовник і, особливо, мастично-фісташкове дерево, а також різні сорти південних фруктів. Розвинене рибальство.

## Історія
Хіос — один із центрів Егейської культури. Найдавніші його мешканці — племена лелегів та карійців — на початку 1-го тисячоліття до н. е. були витіснені іонійцями.
З 8 століття до н. е. головне місто острова, однойменний Хіос, стає торгово-ремісничим полісом. Звідси вивозили найкращі в Греції вино, мастику, мармур, і фіги. На Хіосі виник перший в Греції ринок рабів. Хіос — також один зі стародавніх центрів літератури та мистецтва (вважається батьківщиною Гомера).
Перебував із другої половині 1 століття н. е. під владою Рима, наприкінці 4 — 13 ст. — Візантії (в XI ст. тут існувала фема Хіос), потім генуезців, з 1566 — турків.
З 1912 року острів входить до складу незалежної Греції.

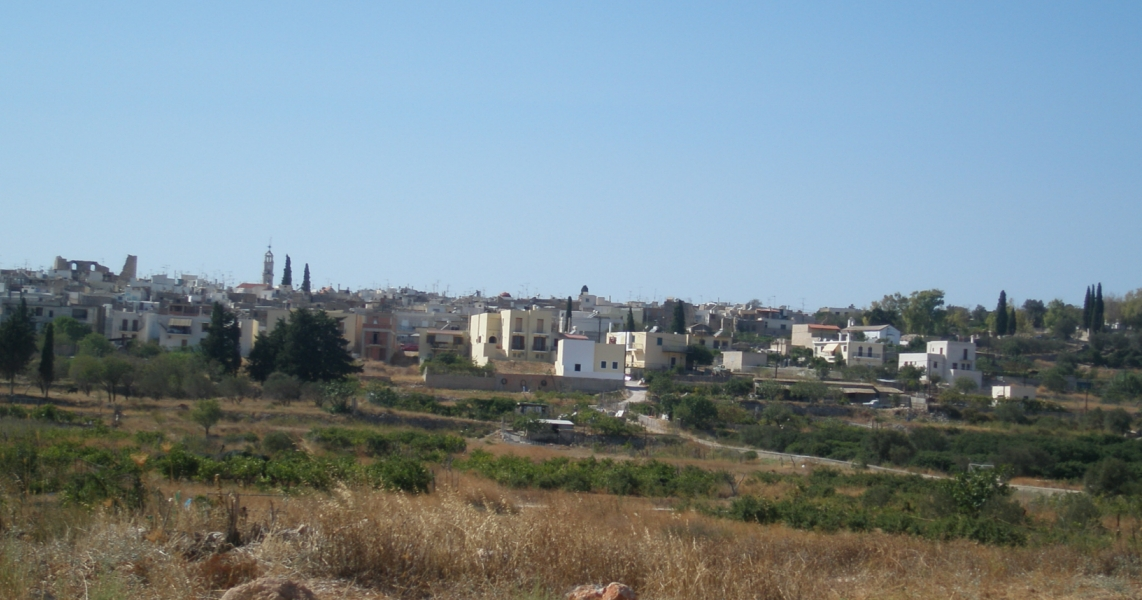
Острівне селище Піргі

## Визначні місця
- У південній частині острова Хіос, поблизу села Піргі, — святилище Аполлона Фанайоса, засноване в 9 ст. до н. е., з храмом другої половини 6 століття до н. е.;
- Середньовічна фортеця візантійського монастиря Неа-Моні — між 1042-56 рр.
- Середньовічна фортеця Хіос.

## Персоналії
- Ісидор Хіотський
- Віктор Гюго написав поезію "Дитя", відненесену до подій Грецької революції (переклали: О. Новицький, В. Тимчук).